# كاميرا أحادية الاستخدام

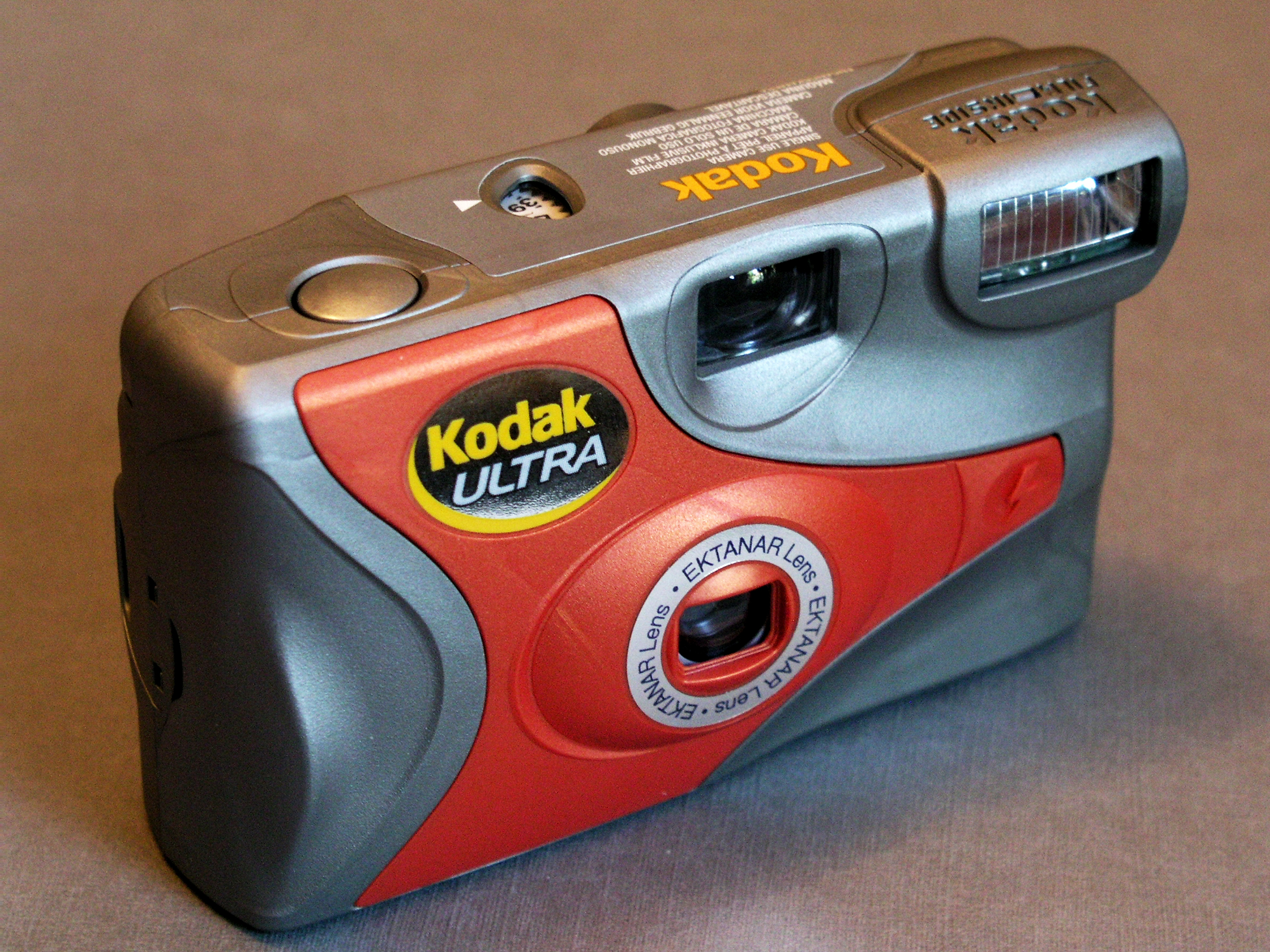
كاميرا كوداك ألترا للاستخدام مرة واحدة المزودة بفلاش مدمج

الكاميرا المعدة للاستخدام مرة واحدة ' أو أحادية الاستخدام' هي كاميرا صندوق بسيطة تُباع مع بكرة فيلم مثبتة بها تم تصميمها بغرض الاستخدام لمرة واحدة. ومعظم هذه الكاميرات تستخدم عدسات ذات بؤرة ثابتة. وبعض هذه الكاميرات مجهزة بوحدة فلاش مدمجة، كما توجد منها إصدارات مزودة بخواص مقاومة الماء للتصوير تحت الماء. وتستخدم هذه الكاميرات خرطوشة فيلم مقاس 135 ملم أو خرطوشة (APS) [الإنجليزية].
في حين أن بعض الكاميرات المعدة للاستخدام مرة واحدة تحتوي على خرطوشة فعلية كتلك المستخدمة للكاميرات العادية التي يمكن إعادة استخدامها، فإن هناك كاميرات أخرى تحتوي على فيلم ملفوف بداخل الكاميرا على بكرة مفتوحة. ويتم تسليم الكاميرا بالكامل بعد الاستخدام للمعالجة. كما تتم إعادة تدوير بعض الكاميرات، أي يُعاد تزويدها بالفيلم وبيعها مرة أخرى.
تمثل الكاميرات الرقمية المخصصة للاستخدام مرة واحدة ابتكارًا في مجالها؛ فهذه الأنواع من الكاميرات لا يوجد بها فيلم بل تستخدم تقنية رقمية لالتقاط الصور. وتُعاد الكاميرات لغرض «معالجة الصور» بنفس طريقة الكاميرات التي تحتوي على أفلام.
بشكل عام، تمثل الكاميرا المعدة للاستخدام مرة واحدة عودة إلى نموذج العمل الذي ابتكرته شركة كوداك خصيصًا لكاميرا كوداك KODAK، وهو الإصدار السابق لكاميرا براوني شائعة الاستخدام بشكل خاص في الأماكن التي يسهل فيها سرقة الكاميرات القابلة لإعادة الاستخدام أو إتلافها أو في حالات نسيان الكاميرا العادية أو عندما لا يتمكن الشخص من تحمل تكاليف شراء الكاميرا العادية.

## معلومات تاريخية

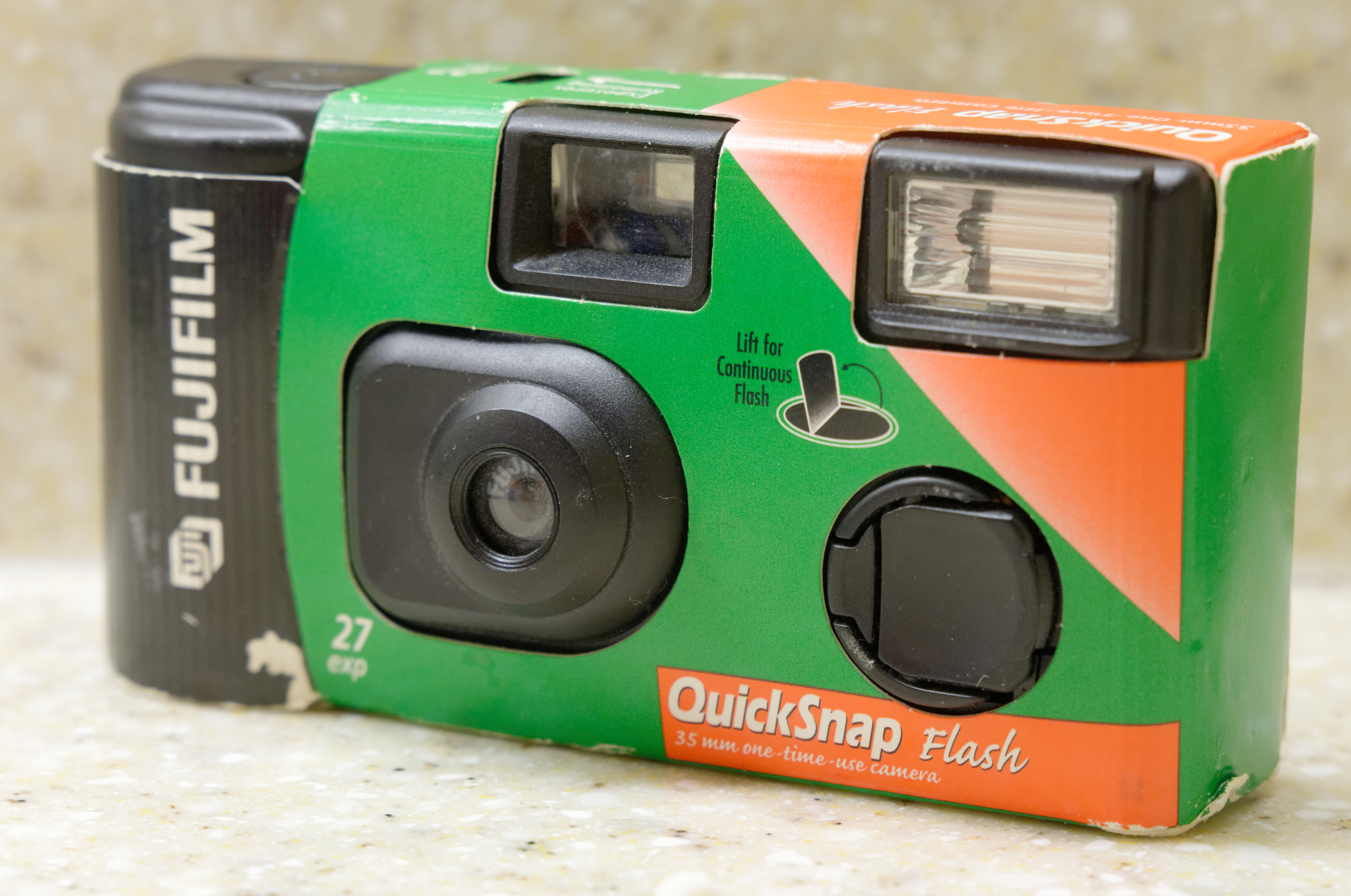
كاميرا Fujifilm QuickSnap Flash للاستخدام مرة واحدة، من عام 2003.

قامت شركة تُدعى فوتو-باك (Photo-Pac) بإنتاج كاميرا مصنوعة من الورق المقوى بدءًا من عام 1949 كانت تلتقط 8 صور ثم يتم إرسالها للمعالجة. فقد كانت الكاميرات باهظة الثمن وفي كثير من الأحيان كان يتم تركها في المنزل خشية فقدانها مما يعني تفويت فرصة تصوير مشاهد رائعة. ومع شعوره بالإحباط الناجم عن تفويته للعديد من فرص التقاط الصور، ابتكر إتش إم ستيلز (H. M. Stiles) طريقة لتضمين فيلم مقاس 35 ملم في حاوية منخفضة التكلفة دون الحاجة إلى آلية مكلفة لنقل الأفلام الدقيقة. فقد كان ثمنها 1.29 دولار أمريكي. وعلى الرغم من أن هذا النوع من الكاميرات يشبه بشكل مذهل الكاميرات المعدة للاستخدام مرة واحدة المألوفة في يومنا هذا، إلا أن شركة فوتو-باك عجزت عن اكتساب مكانة دائمة لها في السوق.
في الستينيات من القرن الماضي، قدمت شركة فرنسية تُدعى إف إي إكس (FEX) كاميرا بلاستيكية بسيطة معدة للاستخدام مرة واحدة عرفت باسم «فوتو باك ماتيك» (Photo Pack Matic) يمكنها التقاط 12 صورة (مقاس 4×4 سم).
أما الكاميرا المعدة للاستخدام مرة واحدة المألوفة حاليًا، فقد تم تطويرها بمعرفة شركة فوجي فيلم في عام 1986. وقد كان يُستخدم في الكاميرات طراز Utsurun-Desu («كاميرا التقاط الصور») أو طراز QuickSnap فيلم مقاس 35 ملم [الإنجليزية]، بينما كانت تعتمد الكاميرا فلينج (Fling) الخاصة بشركة إيستمان كوداك (Eastman Kodak) في عام 1987 على فيلم مقاس 110 ملم [الإنجليزية]. ثم أطلقت شركة كوداك في عام 1988 كاميرات تستخدم فيلم مقاس 35 ملم، وفي عام 1989 أعادت الشركة تسمية هذا الإصدار ليصبح فانسيفر (FunSaver) وأوقفت إنتاج الطراز فلينغ 110.
في اليابان، تم طرح الطراز Utsurun في الأسواق في عام 1986 بسعر 1380 ين، ليحظى بقبول واسع النطاق. وبسبب ما حققته هذه الكاميرات من نجاح فوري، فسرعان ما قامت شركات مثل كونيكا وكانون ونيكون بإنتاج الطرز الخاصة بها. وللحفاظ على قدرتها التنافسية، قدمت شركة فوجي ميزات متقدمة على طرازها الأصلي مثل ميزة التصوير البانورامي ومقاومة الماء وتضمين الفلاش. علاوة على ذلك، يوجد في بعض الكاميرات خاصية التكبير/التصغير اليدوي التي تعمل من خلال تبديل عدستين أمام الغالق.
وبحلول عام 2005، أصبحت الكاميرات المعدة للاستخدام مرة واحدة أحد العناصر الأساسية في سوق الكاميرات الفيلمية الاستهلاكية وأصبحت الكاميرات المعدة للاستخدام مرة واحدة المزودة بفلاش
هي الأساس.[بحاجة لمصدر]

## الاستعمالات الشائعة
تتميز الكاميرات المعدة للاستخدام مرة واحدة بأنها مفضلة للسائحين، كما تُعد من الحلول المألوفة للتصوير تحت الماء لمن لا يمتلكون كاميرا مخصصة للتصوير تحت الماء أو الذين يعيشون في أماكن غير مقاومة للماء.
ومنذ أواخر التسعينيات، أصبحت الكاميرات المعدة للاستخدام مرة واحدة شائعة الاستخدام على نحو متزايد باعتبارها من الهدايا المفضلة لحفلات الزفاف. فعادة ما يتم وضعها على الطاولات في حفلات الزفاف ليستخدمها الضيوف لالتقاط صورة مميزة للحفل من المنظور الذي يروق لهم. وتتوفر هذه الكاميرات على نحو أكثر شيوعًا بالألوان التي تتوافق مع طبيعة حفلات الزفاف مثل اللون العاجي والأزرق والأبيض والذهبي وما إلى ذلك.
زاد أيضًا استخدام ما يعرف باسم «مجموعة كاميرا الحوادث» التي تحتوي على كاميرات فيلمية معدة للاستخدام مرة واحدة  حيث يتم تركيبها في المركبات لالتقاط الصور لتكون دليلا عقب وقوع أي حادث. وربما يكون تصوير الأفلام شكلاً أكثر مصداقية من أشكال التصوير في حالة حدوث أي نزاع ناجم عن سهولة تحرير الصور الرقمية.
وبفضل عدساتها البلاستيكية الرخيصة وجودة أفلامها والأطوال البؤرية الثابتة وسرعة وسهولة «التوجيه والالتقاط»، فإن الكاميرا المعدة للاستخدام مرة واحدة باتت شائعة الاستخدام لدى العديد من المصورين الذين يستمتعون بنمط «التصوير العادي» الذي تتيحه هذه الكاميرات، بعيدًا عن الصور الرقمية، الأمر الذي يمكن ملاحظته أيضًا في تزايد شعبية «التصوير اللموغرافي». وقد أدى تزايد شعبيتها إلى إنشاء عدد من مشروعات «الفن المفقود»؛ حيث يتم ترك الكاميرات المعدة للاستخدام مرة واحدة في الأماكن العامة مع رسالة لأي شخص يعثر على الكاميرا بأن يلتقط بعض الصور ثم يترك الكاميرا أو يعطيها لشخص آخر. كما أن انخفاض تكلفة هذه الكاميرات يجعلها أداة مثالية لمثل هذا النوع من المشروعات.

## الكاميرا الرقمية
تتوفر الكاميرات الرقمية المعدة للاستخدام مرة واحدة (وكذلك كاميرات الفيديو الرقمية المعدة للاستخدام مرة واحدة) في بعض الأسواق؛ على سبيل المثال شهدت الولايات المتحدة طرح الكاميرا الرقمية في أسواقها في عام 2004. ولم تحقق الكاميرات الرقمية المعدة للاستخدام مرة واحدة النجاح الذي حققته نظيراتها من الكاميرات التي تستخدم المادة الفيلمية، وربما يُعزى ذلك إلى ارتفاع تكلفتها (مقارنة باستخدام الكاميرا الرقمية العادية) ورداءة جودة صورها مقارنة بالكاميرا الرقمية التقليدية أو الكاميرا الفيلمية المعدة للاستخدام مرة واحدة. وعادة ما تظهر الشاشة عدد اللقطات المتبقية وبمجرد الانتهاء من هذه اللقطات، تُعاد الكاميرا إلى المتجر. ويتم بعد ذلك استخراج الملفات الرقمية من الكاميرا، وفي مقابل الاحتفاظ بالكاميرا، تتم طباعة هذه الملفات أو تخزينها على قرص مضغوط (أو قرص الفيديو الرقمي (DVD) في حالات كاميرا الفيديو ) للعميل. وغالبًا ما يتم فك شفرة برنامج معظم الكاميرات الرقمية «المعدة للاستخدام مرة واحدة» بنجاح بواسطة هواة برمجيات  بدلاً من الحاجة إلى إعادتها للمتجر. ويرجع الدافع وراء فك شفرة برامج هذه الكاميرات إلى توفير المال، أما السبب الأكثر شيوعًا، فيتمثل في التغلب على القيود الشكلية (مثل وضع حد التقاط 25 لقطة على الذاكرة الداخلية التي يمكنها تخزين 100 صورة).

## استعمالات أخرى
في بعض الأحيان، يتم استخراج آليات فلاش الصور عالية الجهد الموجودة في بعض الكاميرات واستخدامها لتشغيل أجهزة مثل بنادق اللفائف
ومشروعات عداد غايغر محلية الصنع.

## اقرأ أيضا
- نموذج الكاميرا ذات الثقب
- عدسة (بصريات)